# Список умерших в 949 году

## Сентябрь
- 14 сентября — Фудзивара-но Тадахира, японский аристократ.

## Октябрь
- 23 октября — Император Ёдзэй, 57-й император Японии (876—884).

## Декабрь
- 10 декабря — Герман I, герцог Швабии (926—949)[1].
- 11 декабря — Али ибн Бувейх, старший из трёх братьев Буидов (Бувейхидов), пришедших к власти в Западном Иране и основавших династию Буидов.

## Дата смерти неизвестна или требует уточнения
- Готфрид, граф в Юлихгау, пфальцграф Лотарингии[2].
- Мирослав, король Хорватии (945—949).
- Абдуллах аль-Мустакфи Биллах, багдадский халиф (944—946).
- Чонджон, 3-й правитель корейского государства Корё (945—949)[3].